# Rice Lake, Minnesota
Xã Rice Lake là một thành phố thuộc quận St. Louis, tiểu bang Minnesota, Hoa Kỳ. Năm 2010, dân số của thành phố này là 4.095 người.